# 布雷德沃格灣
69°20′S 39°44′E / 69.333°S 39.733°E
布雷德沃格灣，是南極洲的海灣，位於毛德皇后地的哈拉爾王子海岸，處於布雷德沃格尼帕峰以西的呂佐夫-霍爾姆灣東岸，根據挪威探險隊拍攝的空中照片繪入地圖，現時由南極條約體系管理。

## 外部連結
- 本条目引用的公有领域材料来自美国地质调查局的文档《Breidvåg Bight》 （資料來自地名信息系统）。